# كارلوس فونسيكا
كارلوس فونسيكا (23 أغسطس 1987 في البرتغال - ) هو لاعب كرة قدم برتغالي في مركز الوسط. لعب مع سلافيا صوفيا ونادي إيرتيش بافلودار ونادي سانتا ماريا وPSFC Chernomorets Burgas ‏ ونادي تيرسينس ‏ ونادي فييرينسي.

## وصلات خارجية
- كارلوس فونسيكا على موقع قاعدة بيانات كرة القدم.إي يو (الإنجليزية)
- كارلوس فونسيكا على موقع Soccerway.com (الإنجليزية)